# Короткие скаты
Короткие скаты (лат. Breviraja) — род скатов семейства ромбовых отряда скатообразных. Это хрящевые рыбы, ведущие донный образ жизни, с крупными, уплощёнными грудными плавниками в форме ромба и выступающим рылом. На вентральной стороне диска расположены 5 жаберных щелей, ноздри и рот. Хвост длинный и тонкий. Максимальная длина 45,1 см. Эти скаты обитают в Атлантическом океане. В основном глубоководные виды, встречаются на глубине до 1330 м при температуре от 4,3 °C до 25,8 °C и солёности воды  34,59—36,38 ‰. Размножаются, откладывая яйца, заключённые в прочную роговую капсулу с выступами по углам. 
Название рода происходит лат. brevis — «короткий» и лат. raja — «хвостокол».

## Классификация
В настоящее время к семейству относят 6 видов:
- Breviraja claramaculata McEachran, Matheson 1985
- Breviraja colesi Bigelow & Schroeder, 1948
- Breviraja marklei McEachran &  Miyake, 1987
- Breviraja mouldi McEachran, Matheson 1995
- Breviraja nigriventralis McEachran, Matheson 1985
- Breviraja spinosa Bigelow & Schroeder, 1950